# Johannes Augustanus Faber
Johannes Augustanus Faber (* um 1470 in Augsburg; † 1530 vermutlich in Salzburg) war ein Dominikaner.

## Leben und Wirken
Faber schloss in Italien ein Theologiestudium ab und trat in die Theologische Fakultät in Freiburg im Üechtland ein, wo er 1515 Doktor der Theologie und Philosophie war. Ab dem Jahr 1512 wirkte er für nahezu 20 Jahre als Prior des Klosters Augsburg und als Vicarius generalis für die deutsche Provinz der Dominikaner. Während seiner Zeit als Prior entstand von 1512 bis 1515 ein Neubau der Dominikanerkirche. Dafür bekam er einen Jubelablass, der der Zustimmung des Kaisers bedurft hätte. Dass eine entsprechende Genehmigung fehlte, führte zu einem zwischenzeitlichen Disput mit der Regierung.
Im Jahr 1515 stellte sich Faber einer öffentlichen Disputation an der Universität Bologna über Prädestination, Ablass für die Verstorbenen, Wucher und andere Fragen. Kurz nach seiner Heimkehr folgte seine Ernennung zum kaiserlichen Rat. Nach dem Tod Maximilian I. verfasste er im Auftrag eine Leichenrede, der wissenswerte Aspekte über Charakter und Lebensweise des Kaisers zu entnehmen sind.
Faber zeigte für eine gewisse Zeit Sympathien für die Humanisten und wurde somit zu einem von Erasmus geachteten Freund. In der Anfangszeit bezog er in einer anonymen Schrift Position für Luther. Dieses Dokument ist ein wichtiges Beispiel für die unter einigen Katholiken nach dem Wormser Reichstag dominierenden Haltungen. Während des Reichstags hielt Faber eine aufsehenerregende Rede und distanzierte sich danach von den Humanisten.
Was Faber anschließend tat, ist nur lückenhaft bekannt. Im Jahr 1524 musste er Augsburg aufgrund radikaler Elemente zwischenzeitlich verlassen. Nach der finalen Ausweisung im Folgejahr lebte er bis zu seinem Tod in der Verbannung.